# Ивановская волость (Севский уезд)
Ива́новская волость — административно-территориальная единица в составе Севского уезда Орловской губернии, существовавшая в 1917—1920 годах.
Волость образована в феврале 1917 года из части Шаровской волости Севского уезда. Волостной совет находился в хуторе Ивановском близ села Лубошево, а исполнительные органы — в само́м селе.
Упразднена путём воссоединения с Шаровской волостью накануне передачи Севского уезда в состав Брянской губернии (31 марта 1920 года).